# Michail Tal
Michail Nechemjewitsch Tal (lettisch Mihails Tāls, russisch Михаил Нехемьевич Таль; 9. November 1936 in Riga – 27. Juni oder 28. Juni 1992 in Moskau) war ein lettisch-sowjetischer Schachspieler und von 1960 bis 1961 der achte Schachweltmeister. Bei der Schachweltmeisterschaft 1960 setzte er sich im Alter von 23 Jahren gegen Michail Botwinnik durch und wurde damit zum bis dahin jüngsten Spieler, der den Titel des Schachweltmeisters erringen konnte. Beim Revanchekampf 1961 verlor er den Titel wieder an Botwinnik. Der „Zauberer von Riga“ machte sich durch seinen taktisch geprägten und risikoreichen Spielstil einen Namen. Zeit seines Lebens machte ihm seine Gesundheit zu schaffen. Obwohl er schwer nierenkrank war, rauchte er viel und trank exzessiv, was der Grund seiner zahlreichen Leistungsschwankungen war.
Trotz seines riskanten und unbeständigen Spiels hatte er auch nach dem Verlust des Weltmeistertitels große Turniererfolge zu verbuchen: So gewann er insgesamt sechsmal die sowjetische Meisterschaft, nur Botwinnik kam auf die gleiche Anzahl. Er blieb zwischen Oktober 1973 und Oktober 1974 in 95 aufeinanderfolgenden Partien ungeschlagen, was bis heute eine der längsten Serien im Spitzenschach darstellt. Dabei entwickelte Tal im späteren Verlauf seiner Karriere seine Spielweise in Richtung eines universelleren, solideren Stils weiter.

## Leben und Karriere

### Frühe Jahre

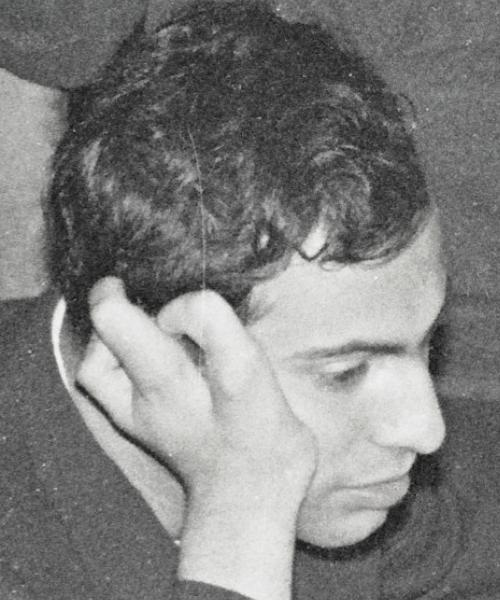
Tal in Oberhausen 1961, zu sehen ist die Anomalie der rechten Hand

Michail Tal wurde am 9. November 1936 im lettischen Riga in einer jüdischen Familie geboren, als Sohn des Neurologen Nechemja Borissowitsch Tal und dessen Frau Ida Grigorjewna Tal. Tals Eltern waren Cousin und Cousine. Tals erster Frau Sally Landau sowie Mark Taimanow zufolge war nicht Nechemja Tal der leibliche Vater, sondern Robert Papirmeister, dessen Arbeitskollege und ein enger Freund der Familie. Tals späterer Ehefrau Angelina zufolge ist dies lediglich ein unwahres Gerücht. Obwohl er, möglicherweise wegen falscher Medikation seiner Mutter während der Schwangerschaft, mit nur drei Fingern an der rechten Hand (Ektrodaktylie) geboren wurde, spielte Tal Tischtennis, Klavier und während der Schulzeit Fußball. Nach dem deutschen Überfall auf die Sowjetunion floh Tal mit seiner Familie nach Jurla in der Region Perm, im Westen des Uralgebirges. Im November 1944 kehrten die Tals nach Riga zurück.

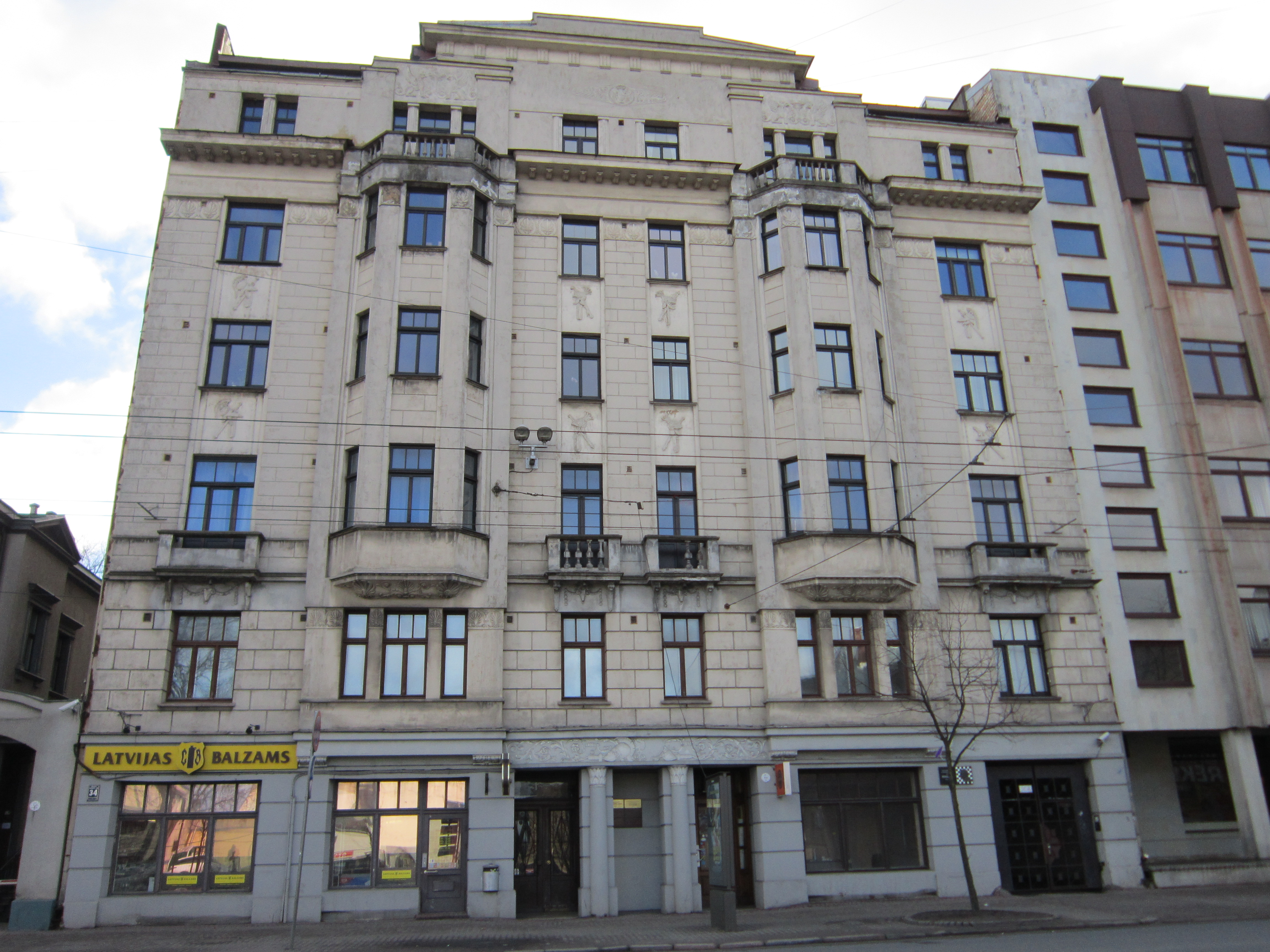
Haus in Riga, in dem Tal lebte

Im Alter von sieben Jahren erlernte Tal das Schachspiel, mit neun trat er dem Schachzirkel im Rigaer Pionierpalast bei, wo Jānis Krūzkops, der auch Jānis Klovāns trainierte, sein erster Trainer wurde. 1949 machte er mit einem Sieg über Ratmir Cholmow bei einer Simultanveranstaltung erstmals auf sich aufmerksam. Im selben Jahr begann seine lebenslange Zusammenarbeit mit Alexander Koblenz, der als Trainer entscheidenden Anteil an der Karriere Tals hatte. Er war für Tals Eröffnungsvorbereitung und psychologische Ratschläge zuständig. Im Jahre 1951 nahm er erstmals an der Lettischen Staatsmeisterschaft teil, die er 1953 mit 14,5/19 im Alter von 16 Jahren gewinnen konnte.
Während der Schulzeit übersprang Tal zwei Klassen. Er begann mit fünfzehn ein Studium der russischen Sprache und Literatur an der Universität Lettlands, das er 1958 mit dem Staatsexamen abschloss. Seine Diplomarbeit behandelte das Thema „Die Satire im Roman Zwölf Stühle von Ilf und Petrow“. Jedoch wandte er sich schon früh dem professionellen Schach zu.
1955 gewann Tal überraschend das Halbfinale zur 23. UdSSR-Meisterschaft, die 1956 in Leningrad stattfand. Dort belegte er mit einem Punkt Rückstand auf den ersten Platz den geteilten 5.–7. Platz. Grigori Löwenfisch bezeichnete Tal als auffälligsten Spieler des Turniers und lobte ihn als „außerordentlich begabten Taktiker“ und als „großes Talent“. Bei der Studentenweltmeisterschaft im schwedischen Uppsala 1956 trat Tal erstmals im Ausland auf und holte für die Mannschaft der UdSSR am dritten Brett hinter Viktor Kortschnoi und Lew Polugajewski 6 Punkte aus 7 Partien.

### Aufstieg in die Weltspitze
Im Jahre 1957 sorgte der 20-jährige Tal mit einem Sieg bei der 24. UdSSR-Meisterschaft in Moskau für Aufsehen. Für seinen Sieg wurde er im selben Jahr von der FIDE zum Großmeister ernannt. Im Jahr darauf konnte er die 25. Ausgabe, die in seiner Heimatstadt Riga ausgetragen wurde, ebenfalls gewinnen. Das Turnier galt in diesem Jahr gleichzeitig als Zonenturnier, womit sich Tal für das Interzonenturnier im jugoslawischen Portorož qualifizierte. Dort war er erneut siegreich und qualifizierte sich somit als einer der besten sechs Spieler, darunter auch der 15-jährige Bobby Fischer bei seinem internationalen Debüt, für das Kandidatenturnier. Im selben Jahr nahm er erstmals an der Schacholympiade teil, die bei ihrer 13. Ausgabe im Jahr 1958 in München stattfand. Dort holte er am Reservebrett 13,5 Punkte aus 15 Partien und erzielte damit das beste Einzelresultat. Zudem lernte er dort Michail Botwinnik kennen, der für die Sowjetunion am ersten Brett spielte. Nach seinem Auftritt bei der Olympiade galt Tal in der Schachwelt für viele als neuer Hauptkonkurrent des amtierenden Weltmeisters Botwinnik. Max Euwe, der fünfte Schachweltmeister, bezeichnete Tal als „herausragende Erscheinung des Schachs“. Im Jahre 1959 gewann er das Internationale Turnier von Zürich und belegte den geteilten 2.–3. Platz bei der sowjetischen Meisterschaft.
Im Herbst 1959 fand das Kandidatenturnier zur Ermittlung des Herausforderers für die Schachweltmeisterschaft 1960 in den jugoslawischen Städten Belgrad, Bled und Zagreb statt. Bei diesem Turnier zählte Tal trotz seiner vorigen Leistungen nicht zu den Favoriten, da er von einer Nierenerkrankung angeschlagen war und sich einige Wochen vor Turnierbeginn hatte operieren lassen. Die Konkurrenten Tals waren Pál Benkő, Bobby Fischer, Svetozar Gligorić, Paul Keres, Friðrik Ólafsson, Tigran Petrosjan und der Ex-Weltmeister Wassili Smyslow. Tal gewann das Turnier mit 20 Punkten aus 28 Partien mit 1,5 Punkten Vorsprung vor Keres, gegen den er den direkten Vergleich mit 1:3 verloren hatte. Gegen den späteren Weltmeister Fischer gewann Tal alle vier Partien. Somit durfte er 1960 im WM-Kampf gegen Botwinnik antreten. Zur Vorbereitung auf die Weltmeisterschaft nahm Tal auf Rat seines Trainers Koblenz am – im internationalen Vergleich eher unbedeutenden – Ersten Internationalen Turnier von Riga teil, um sich bei den dortigen Partien auf sein defensives Spiel, was er selbst als seine „Achillesferse“ bezeichnete, zu konzentrieren. Mit neun Punkten aus dreizehn Partien belegte er dort den vierten Platz.

### Weltmeistertitel und gesundheitliche Probleme

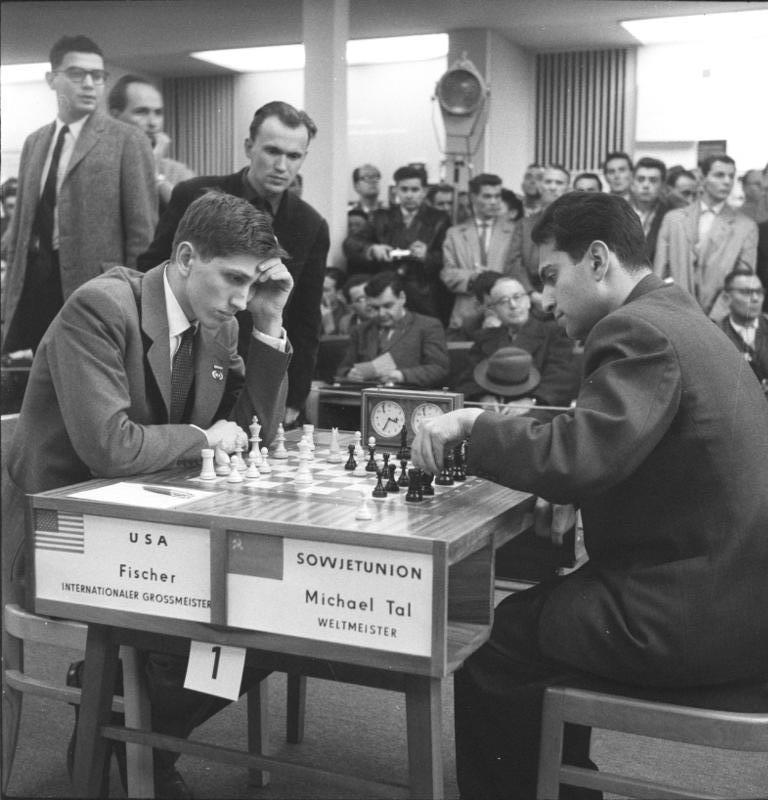
Michail Tal (rechts) als Weltmeister bei der XIV. Schacholympiade (Herbst 1960) in Leipzig gegen Bobby Fischer

Die Schachweltmeisterschaft 1960 in Moskau zwischen Michail Tal und Michail Botwinnik begann am 14. März mit der Eröffnungszeremonie, die erste Partie wurde am Tag darauf gespielt. Der Wettkampf war auf 24 Partien angesetzt, wer als Erster 12,5 Punkte erreichte, sollte neuer Weltmeister werden. Bei einem 12:12 hätte Botwinnik als Titelverteidiger seinen Titel behalten. Tal hatte in der ersten Partie Weiß und eröffnete, wie er bereits auf der Abschlusszeremonie des Kandidatenturniers angekündigt hatte, mit 1. e4. Botwinnik wählte ein scharfes Abspiel in der Winawer-Variante der Französischen Verteidigung, wonach eine komplizierte Position entstand, in der Tal die Oberhand behielt und somit 1:0 in Führung ging. Nach vier Remisen konnte Tal in der sechsten Partie in einer taktisch geprägten Partie einen weiteren Sieg einfahren und nach einem Patzer von Botwinnik in der folgenden Partie seine Führung auf 5:2 ausbauen. Danach gelangen jedoch Botwinnik ebenfalls zwei Siege in Folge. Eine der Schlüsselpartien des Kampfes war die elfte Partie, in der Botwinnik Tal nicht auf taktischem, sondern auf positionellem Gebiet unterlegen war und zwei einfache Wege zu einem Unentschieden übersah. In der 17. Partie unterlief Botwinnik in klar vorteilhafter Stellung bei Zeitnot ein entscheidender Fehler, der ihn die Partie kostete. Somit lag Tal wieder drei Siege in Führung und sicherte sich nach mehreren Unentschieden und einem Sieg in der 19. Partie nach 21 Partien am 7. Mai 1960 als achter und bis dahin jüngster Spieler den Weltmeistertitel.
Tal verlor jedoch den Revanchekampf ein Jahr später mit 8 zu 13, weil Botwinnik sich akribisch auf den Gegner vorbereitet und eingestellt hatte und über die bessere Physis verfügte. Schon damals hatte Tal gesundheitliche Probleme. Hinzu kam, dass er die Vorbereitung unterschätzte und einen exzessiven Lebenswandel bevorzugte. Kurz vor dem Kampf erkrankte Tal und schlug auf Empfehlung seiner Ärzte eine Verschiebung des Matches vor. Nachdem Botwinnik eine offizielle Untersuchung von Tal in Moskau gefordert hatte, entschloss sich Tal, den Kampf trotz seiner gesundheitlichen Probleme nicht zu verschieben. Im Herbst 1961 konnte Tal ein stark besetztes Turnier in Bled gewinnen, bei der sowjetischen Meisterschaft in Baku belegte er den geteilten 4.–5. Platz.

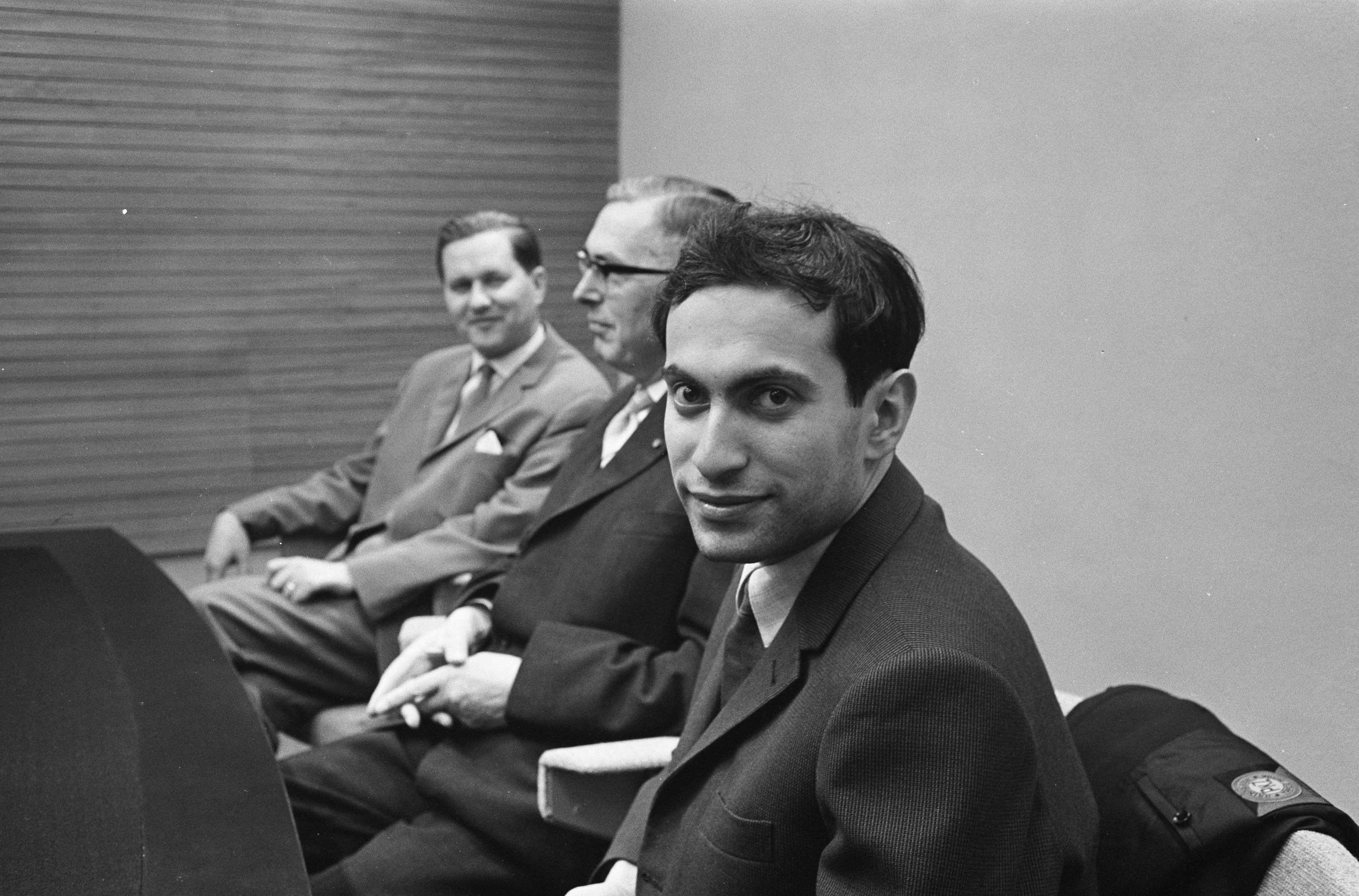
V. r. n. l.: Michail Tal, Max Euwe und Paul Keres (April 1962)

Im März 1962 unterzog sich Tal, der zunehmend mit Nierenproblemen zu kämpfen hatte, einer komplizierten Nierenoperation. Das Kandidatenturnier 1962 auf der Karibikinsel Curaçao musste er wegen starker Schmerzen nach dem dritten Durchgang abbrechen und pausierte einige Monate mit dem Schachspiel, bis er bei der 15. Schacholympiade im bulgarischen Warna als zweiter Ersatzmann für die Sowjetunion wieder zum Einsatz kam. Nach einem geteilten 2.–3. Platz bei der UdSSR-Meisterschaft in Jerewan musste Tal erneut wegen gesundheitlicher Probleme pausieren und mehrere Operationen über sich ergehen lassen. Bei der Schachweltmeisterschaft 1963 zwischen Botwinnik und Petrosjan war er als Kommentator tätig. Im Juli 1963 setzte Tal seine Spielerkarriere fort, als er das Asztalos-Memorial im ungarischen Miskolc mit zwei Punkten Vorsprung vor Dawid Bronstein gewann. Nach einer Reihe weiterer erfolgreicher Turnierauftritte nahm Tal 1964 am Interzonenturnier in Amsterdam teil, wo er sich – erstmals ohne Niederlage – mit 17 Punkten aus 23 Partien für das Kandidatenturnier zur Schachweltmeisterschaft 1966 qualifizierte. Für die Schacholympiade 1964 in Tel Aviv-Jaffa wurde Tal dennoch nicht nominiert. Bei der 32. UdSSR-Meisterschaft in Kiew zum Jahreswechsel 1964/65 wurde er Dritter.
Im Sommer 1965 begann das Kandidatenturnier, das ab jenem Jahr nicht mehr als Rundenturnier, sondern als K.-o.-Turnier stattfand. Im Viertelfinale, das in Bled stattfand, traf Tal auf Lajos Portisch, gegen den er sich mit 5,5 zu 2,5 durchsetzen konnte. Nach einer Woche Pause lieferte sich Tal im Halbfinale ein spannendes Match gegen Bent Larsen, das er knapp mit 5,5 zu 4,5 gewann. Im Finale in Tiflis unterlag er schließlich Boris Spasski mit 4:7.
Im Frühjahr 1966 gewann Tal das Internationale Turnier von Sarajevo, bevor er wegen Nierenproblemen und seines erneuten Einsatzes als Kommentator bei der Schachweltmeisterschaft 1966 kurz pausierte. Bei seinem nächsten Turnier in Kislowodsk einige Monate später, bei dem er den sechsten Platz belegte, machte ihm seine Niere weiterhin zu schaffen.
Bei der 17. Schacholympiade in Havanna kam Tal wieder zum Einsatz und holte am dritten Brett mit zwölf Punkten aus dreizehn Partien ein weiteres Mal das beste Einzelergebnis. Die ersten vier Runden verpasste Tal, da er zusammen mit Viktor Kortschnoi heimlich eine Nachtbar besucht hatte, wobei jemand Tal eine Flasche auf den Kopf schlug. Kortschnoi zufolge hatte Tal deswegen ebenso wie Kortschnoi selbst Probleme mit den Schachfunktionären der Sowjetunion, weshalb ihm gelegentlich Auslandsreisen verwehrt wurden und er nicht die Unterstützung bekam, die anderen Schachgroßmeistern in der Sowjetunion zuteilwurde.
1967 gewann Tal, zusammen mit Lew Polugajewski, die 35. UdSSR-Meisterschaft. Für die Kandidatenwettkämpfe 1968 zur Ermittlung des Herausforderers für die Schachweltmeisterschaft 1969 war Tal als einer der beiden Finalisten des vorangegangenen Zyklus qualifiziert. Sein Viertelfinalmatch gegen Svetozar Gligorić konnte er mit 5,5 zu 3,5 gewinnen, bevor er im Halbfinale mit 4,5 zu 5,5 gegen Viktor Kortschnoi ausschied. Trotz seiner überzeugenden Leistung zwei Jahre zuvor wurde Tal letzten Endes nicht für die Schacholympiade 1968 in Lugano nominiert und kurz vor Turnierbeginn durch Wassili Smyslow ersetzt. Danach zeigte Tal mehrere schwache Leistungen. Nachdem er bei der vorigen Ausgabe noch Sieger gewesen war, landete Tal bei der 36. UdSSR-Meisterschaft lediglich im Mittelfeld und bei der 37. Ausgabe mit 10,5/22 sogar im hinteren Teil des Feldes. Zwischen diesen beiden Turnieren spielte Tal einen Zweikampf gegen Bent Larsen um einen Platz im Interzonenturnier Palma de Mallorca 1970 aus, wo er mit 2,5:5,5 deutlich unterlag. Grund für diesen starken Leistungsabfall war wiederum die Verschlimmerung seiner Nierenprobleme; in diesem Zusammenhang wurde über eine mögliche Morphiumabhängigkeit Tals spekuliert.
Aufgrund seiner schlechten Resultate entschloss Tal sich dazu, nach Tiflis zu reisen, um dort im November 1969 seine kränkelnde Niere entfernen zu lassen. Jugoslawische Zeitungen verbreiteten den Irrtum, Tal sei infolge der Operation gestorben.

### Spätere Erfolge
Nach seiner Operation begann Tals Form wieder deutlich anzusteigen. Bereits einen Monat später spielte Tal wieder, als er den 1. Platz beim Goglidze-Memorial in Tiflis teilte. 1972 begann er eine Serie von 83 ungeschlagenen Partien in Folge, in deren Verlauf er das internationale Turnier von Sochumi, eine Goldmedaille bei der 20. Schacholympiade in Skopje als bester Einzelspieler, die 40. UdSSR-Meisterschaft in Baku sowie zwei weitere Turniere, in Wijk aan Zee und Tallinn, gewann. Seine Serie endete bei einem Mannschaftsturnier von Mannschaften aus den Sowjetrepubliken in Moskau gegen Juri Balaschow. Beim Interzonenturnier in Leningrad 1973 konnte Tal allerdings nicht an seine vorigen Leistungen anknüpfen und erzielte bei sechs Niederlagen nur fünfzig Prozent der Punkte, bei der 41. UdSSR-Meisterschaft blieb er mit 8/17 ebenfalls erfolglos. Nach der Niederlage gegen Petrosjan am 23. Oktober 1973 begann Tal eine weitere lange Serie ungeschlagener Partien, die bis zu einer Niederlage am 16. Oktober 1974 gegen den bulgarischen Großmeister Nino Kirow bei einem Turnier in Novi Sad anhielt. Mit einer Anzahl von 95 Partien, von denen er 46 gewinnen konnte, stellte Tal einen neuen Rekord auf, der erst 2005 von Sergey Tiviakov mit 110 ungeschlagenen Partien in Folge überboten wurde.
Dennoch gelang es ihm auch im nächsten WM-Zyklus nicht, sich für die Kandidatenwettkämpfe zu qualifizieren, als er beim Interzonenturnier in Biel den 2.–4. Platz mit Petrosjan und Portisch teilte und in einem Stichkampf knapp hinter den beiden landete. Zu dieser Zeit arbeitete Tal mit Weltmeister Anatoli Karpow zusammen, den er auch bei den Weltmeisterschaften 1978 und 1981 unterstützte. Bei der 46. UdSSR-Meisterschaft in Tiflis gewann Tal zum sechsten Mal den Titel. 1979 gelang es Tal schließlich, sich wieder für die Kandidatenwettkämpfe zur Schachweltmeisterschaft 1981 zu qualifizieren, als er das Interzonenturnier in Riga mit 14 Punkten aus 17 Partien ohne Niederlage überzeugend gewinnen konnte. Nach einem Sieg beim „Turnier der Sterne“ in Montreal gemeinsam mit Karpow erreichte Tal als dritter Spieler eine Elo-Zahl von mindestens 2700. Beim Kandidatenturnier in Alma-Ata 1980 unterlag er im Viertelfinale Lew Polugajewski mit 2,5:5,5. Im Januar 1981 begann Tal eine weitere lange verlustfreie Serie, die, wenn auch gegen schwächere Gegner, achtzig Partien lang währte.

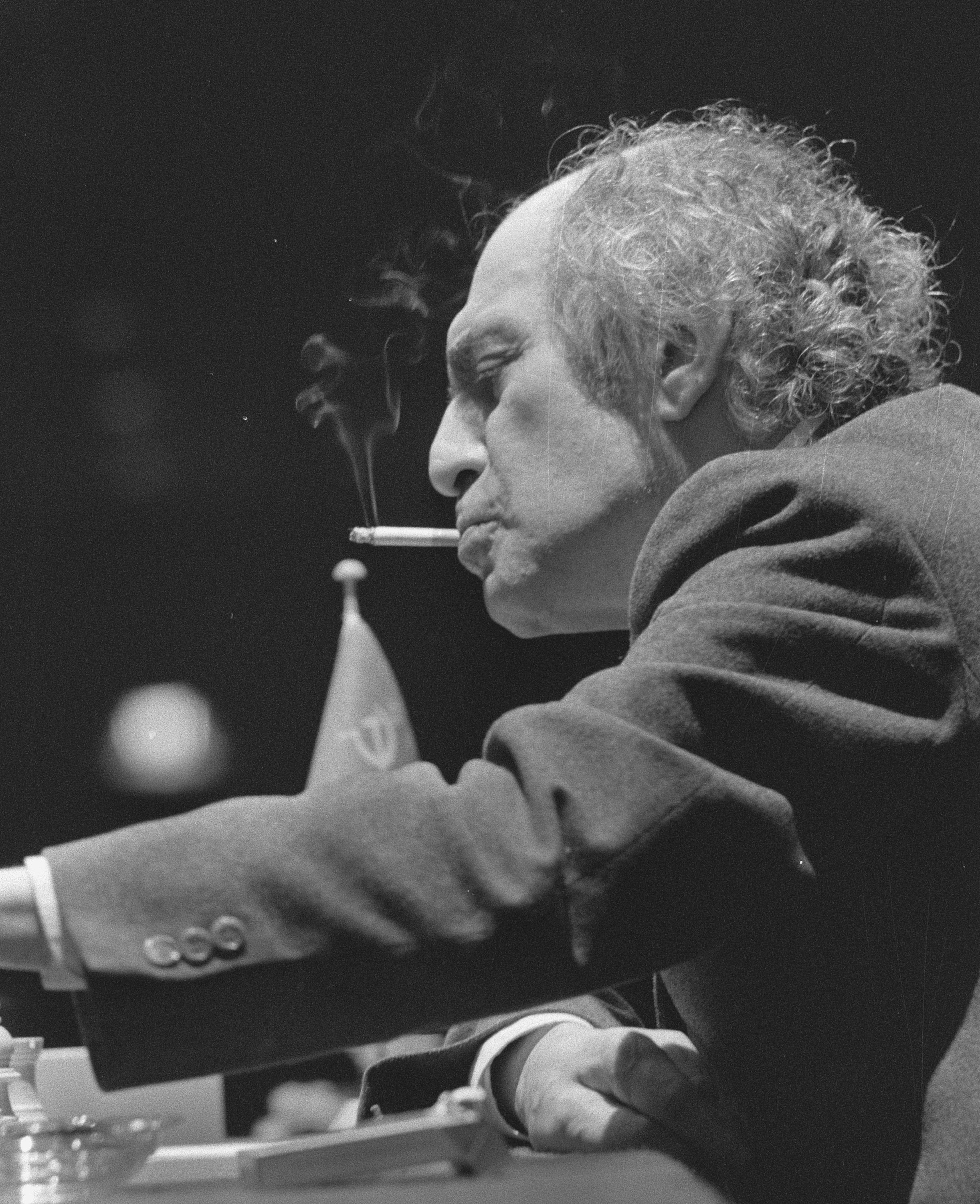
Michail Tal, Dezember 1988

Auch danach bemühte sich Tal weiter darum, sich für die Weltmeisterschaft zu qualifizieren. Im Interzonenturnier von Moskau 1982 fehlte ihm ebenso wie in Subotica 1987 ein halber Punkt zum Einzug ins Kandidatenturnier. Sein letztes Kandidatenturnier spielte er in Montpellier 1985. Dort belegte er gemeinsam mit Jan Timman den vierten Platz, der zum Einzug ins Halbfinale berechtigte. Ein Stichkampf zwischen den beiden endete 3:3, wodurch Timman, der die bessere Feinwertung im Turnier hatte, den Vorzug bekam. Tal gewann 1986 das Open Berliner Sommer. Im Februar 1988 gewann er die erste offizielle Blitzschach-Weltmeisterschaft im kanadischen Saint John.

### Letzte Jahre und Tod
In Manila 1990 nahm Tal das letzte Mal an einem Interzonenturnier teil, 1991 an der letzten UdSSR-Meisterschaft. Bei beiden Turnieren blieb er erfolglos. Seine letzte Turnierpartie, in der er gesundheitlich angeschlagen nach drei Zügen Remis bot, spielte Tal am 5. Mai 1992 gegen Wladimir Hakobjan. Nachdem Hakobjan Tals Remisangebot ausgeschlagen hatte, konnte Tal die Partie in einem offenen taktischen Spiel gewinnen. Einen Monat vor seinem Tod spielte er noch ein Blitzturnier in Moskau, wo er Dritter hinter Kasparow und Jewgeni Barejew wurde. Am 27. oder 28. Juni 1992 erlag er seinem Nierenleiden in einem Moskauer Krankenhaus.

## Spielstil
Tals Stil war sehr taktisch geprägt, spektakulär, aber auch risikoreich. Oft gelang es ihm, wie aus dem Nichts unter Materialopfern einen Angriff zu starten, gegen den sein Gegner am Brett keine ausreichende Verteidigung fand. Tals Kombinationsspiel hielt in vielen Fällen einer eingehenden Analyse nicht stand und war objektiv betrachtet oft inkorrekt. In der Praxis war es aber für Tals Gegner meist nahezu unmöglich, in diesen komplizierten Situationen über mehrere Züge hinweg stets die beste Fortsetzung zu finden, zumal auch nicht selten Zeitnot ins Spiel kam. David Bronstein kommentierte Tals Spielstil ironisch: „Wollen Sie wissen, wie Tal gewinnt? Ganz einfach. Er stellt die Figuren in die Mitte und dann opfert er sie, egal wo.“ Darüber hinaus galt Tal als einer der weltbesten Spieler im Blitzschach. Wegen seines spektakulären Stils war Tal bei den Schachfans außerordentlich populär, zumal er auch persönlich umgänglich und unkonventionell war.
Als Schwäche galt Tals Eröffnungsrepertoire. Tal wandte als einer der ersten Spitzenspieler die Moderne Benoni-Verteidigung an, deren asymmetrischer und riskanter Charakter gut zu Tals Stil passte. Später wandten auch die Weltmeister Fischer und Kasparow dieses System an.
Tal entwickelte im Laufe der Jahre seinen Stil weiter und spielte wesentlich solider. Dennoch zeichnete Tal sich weiterhin durch sein Angriffsspiel aus. Laut Anatoli Karpow hätte sein kombinatorisches Talent zunächst ausgereicht, an das sich seine Gegner mit der Zeit gewöhnten. Dadurch sei Tal zu einer Weiterentwicklung gezwungen worden, die seinen Angriffsstil zu einem „universellen“ Stil machte.
Tal gehörte auch zu den Spielern, denen man Schachbesessenheit und einen „hypnotischen Blick“ nachsagte. Dies führte unter anderem zu folgender Episode: Nachdem der amerikanische Großmeister Pál Benkő im Kandidatenturnier Jugoslawien 1959 seine ersten drei Partien gegen Tal verloren hatte, trat er in seiner vierten Partie – in der allerletzten Runde des Turniers – mit einer Sonnenbrille an, um sich vor Tals Blick zu schützen. Tal, dem ein Remis für den sicheren Turniersieg und damit für den Weltmeisterschaftskampf gegen Botwinnik genügte, bot im 12. Zug Remis an, das Benkő ablehnte. Tal erreichte kurz darauf Gewinnstellung, gab aber dennoch nur Ewiges Schach. Zur Erklärung äußerte Tal: „Wenn ich gegen Benkő gewinnen will, gewinne ich; wenn ich gegen ihn remisieren will, remisiere ich.“

## Partiebeispiel
Michail Botwinnik – Michail Tal 0:1
Weltmeisterschaft 1960, 6. Partie
Moskau, 26. März 1960
Königsindische Verteidigung, E69
1. c4 Sf6 2. Sf3 g6 3. g3 Lg7 4. Lg2 0–0 5. d4 d6 6. Sc3 Sbd7 7. 0–0 e5 8. e4 c6 9. h3 Db6 10. d5 cxd5 11. cxd5 Sc5 12. Se1 Ld7 13. Sd3 Sxd3 14. Dxd3 Tfc8 15. Tb1 Sh5 16. Le3 Db4 17. De2 Tc4 18. Tfc1 Tac8 19. Kh2 f5 20. exf5 Lxf5 21. Ta1 Sf4!? (Diagramm)
|   | a | b | c | d | e | f | g | h |   |
| 8 |   |   |   |   |   |   |   |   | 8 |
| 7 |   |   |   |   |   |   |   |   | 7 |
| 6 |   |   |   |   |   |   |   |   | 6 |
| 5 |   |   |   |   |   |   |   |   | 5 |
| 4 |   |   |   |   |   |   |   |   | 4 |
| 3 |   |   |   |   |   |   |   |   | 3 |
| 2 |   |   |   |   |   |   |   |   | 2 |
| 1 |   |   |   |   |   |   |   |   | 1 |
|   | a | b | c | d | e | f | g | h |   |

Michail Botwinnik – Michail Tal, Weltmeisterschaft 1960, 6. Partie

Kasparow bezeichnete diesen Zug als „nur schwer zu bewerten“. Objektiv führt der Zug Computeranalysen zufolge zum Verlust. Praktisch sorgt der Zug allerdings für unübersichtliche Komplikationen, bei denen jeder Fehler von Weiß zum sofortigen Verlust führen kann, und bringt Tal, der komplizierte Stellungen im Gegensatz zu Botwinnik gerne spielt, einen psychologischen Vorteil. Für den „überflüssigen“ Springer bekommt Schwarz eine dynamische Stellung mit zahlreichen Drohungen und der Läufer dominiert im Folgenden auf der langen Diagonalen.
Kasparow sieht den Zug 21. … Sf4 sogar als „vorentscheidend für Tals Sieg“ im Weltmeisterschaftskampf an. Infolge des faszinierenden Zuges brach Unruhe im Saal aus und Zuschauer applaudierten. Botwinniks Sekundant Goldberg bat daraufhin darum, die Partie in einen geschlossenen Raum zu verlegen, dem wurde nach erfolglosen Versuchen, das Publikum zu beruhigen, sechs Züge später stattgegeben.
Tal selbst sieht den Zug als „rein positionelles Figurenopfer“ und als besten Zug in dieser Position. Sollte das Springeropfer inkorrekt sein, wäre dies darauf zurückzuführen, dass er bereits zuvor einen Fehler gemacht habe. Nach 21. … Sf4 würden alle schwarzen Figuren, insbesondere der Läufer auf g7, der zuvor außer Spiel war, sehr aktiv.
22. gxf4 exf4 23. Ld2?
An dieser Stelle hätte Botwinnik mit 23. a3! in entscheidenden Vorteil kommen können: Nach 23. … Db3 24. Lxa7 Le5 25. f3! b6 26. a4!! droht Weiß, seinen Läufer mittels a4–a5 zu befreien, wogegen es keine ausreichende Verteidigung gibt. Kasparow sieht es als nahezu unmöglich an, diesen Gewinnweg am Brett zu finden, da zahlreiche Nebenvarianten einkalkuliert werden müssen. Tal berücksichtigt in seiner Analyse den Zug 26. a4 nicht und gibt nach 26. Dd1 eine Variante an, die zum Remis durch Dauerschach führt.
23. … Dxb2!?
An dieser Stelle hätte Tal mit dem Zug 23. … Le5, den er bereits auf seinem Partieformular notiert hatte, aber letzten Endes doch nicht ausführte, in eine bessere Stellung gelangen können. Nach 24. f3 Dxb2 25. Sd1 Dd4 26. Txc4 Txc4 27. Tc1 Txc1 28. Lxc1 Dxd5 29. Sf2 entsteht eine Position, in der es nur noch um zwei Ergebnisse geht und Botwinnik keine Chancen auf den Sieg mehr hat. Nach dem Partiezug bietet sich Weiß wieder eine Chance, die allerdings sowohl Botwinnik als auch Tal verpassten.
24. Tab1 f3 25. Txb2??
Nach 25. Lxf3 Lxb1 26. Txb1 Dc2 27. Tc1 Db2 28. Tb1 Dc2 29. Tc1 hätte Weiß eine Zugwiederholung und somit das Remis erzwingen können. Einige Tage nach der Partie fand Salo Flohr sogar einen Gewinnweg für Weiß mit 27. Le4 Txe4 28. Sxe4 Dxb1 29. Sxd6 Tf8 30. De6+ Kh8 31. Sf7+ Txf7 32. Dxf7 Df5 33. Dxf5 gxf5 34. Kg3 mit gewonnenem Endspiel für Weiß. Tal und Koblenz betonen, dass diese Varianten am Brett kaum zu finden seien. Nach dem Partiezug steht Weiß auf verlorenem Posten.
25. … fxe2 26. Tb3 Td4 27. Le1 Le5+ 28. Kg1 Lf4
Zu diesem Zeitpunkt beschloss der Hauptschiedsrichter Gideon Ståhlberg, die Partie von der Bühne in einen geschlossenen Raum zu verlegen.
29. Sxe2 Txc1 30. Sxd4 Txe1+ 31. Lf1 Le4 32. Se2 Le5 33. f4 Lf6 34. Txb7 Lxd5 35. Tc7 Lxa2 36. Txa7 Lc4 37. Ta8+ Kf7 38. Ta7+ Ke6 39. Ta3 d5 40. Kf2 Lh4+ 41. Kg2 Kd6 42. Sg3 Lxg3 43. Lxc4 dxc4 44. Kxg3 Kd5 45. Ta7 c3 46. Tc7 Kd4 47. Td7+ 0:1

## Privat
Tal war dreimal verheiratet und hatte zwei Kinder. 1959 heiratete er die 19-jährige Sängerin und Tänzerin Sally Landau aus Riga. Mit ihr hatte er einen Sohn, der Gera genannt wurde. Nach der Geburt seines Sohnes 1960 begann die Ehe zu bröckeln und sowohl Tal als auch seine Frau hatten eine Affäre. Während Tal in Moskau lebte, lernte er Anfang der 1960er-Jahre die siebeneinhalb Jahre ältere Schauspielerin und KGB-Agentin Larissa Sobolewskaja kennen, mit der er eine langjährige Beziehung führte. Nachdem sich Landau nach langem Hin und Her von Tal hatte scheiden lassen, heiratete er im Sommer 1970 eine georgische Adlige. Diese Ehe hielt jedoch nicht lange, denn die Georgierin hatte Tal nur geheiratet, um einen ehemaligen Liebhaber eifersüchtig zu machen und zurückzugewinnen. Kurz darauf lernte er seine spätere Frau Angelina kennen, mit der er bis zu seinem Tod verheiratet war. Mit ihr hatte er eine Tochter namens Schanna, die 1975 geboren wurde.
Tal galt als freundlich, persönlich umgänglich und humorvoll. Zugleich war er bei vielen Alltagstätigkeiten unbeholfen und benötigte für einfachste Dinge fremde Hilfe.

## Autor
Tal galt auch als hervorragender Kommentator, der sich nicht in einer Vielzahl von Varianten verlor, sondern den Blick aufs Wesentliche richtete. Sein Buch über seinen erfolgreichen Weltmeisterschaftskampf mit Botwinnik gilt ebenso wie seine Autobiographie The Life and Games of Mikhail Tal, in der er in Form eines Interviews mit sich selbst über seine Karriere berichtet, als ein Klassiker der Schachliteratur. In den 1960er-Jahren schrieb er für die lettische Schachzeitschrift Šahs, die in einer Auflage von 68.500 Exemplaren erschien.

## Auszeichnungen
- 1960: Ehrenzeichen der Sowjetunion
- 1960: Verdienter Meister des Sports
- 1981: Orden der Völkerfreundschaft[68]

## Andenken

Lettische Briefmarke zu Ehren Tals

In Tals Geburtsstadt, Lettlands Hauptstadt Riga, wurde ihm zu Ehren das Tal-Denkmal errichtet. 2011 wurde eine Straße in Riga nach ihm benannt. 2001 brachte die lettische Post eine Briefmarke anlässlich des vierzigjährigen Jubiläums von Tals Weltmeistertitel heraus.
Das Schachmuseum in Chess City in der kalmückischen Hauptstadt Elista ist nach Michail Tal benannt.
Seit 2006 wird jährlich das Tal Memorial in Moskau ausgetragen.
Über Tals Leben erschien 2016 in Lettland die Dokumentation Mikhail Tal. From a Far. Die Oper Mikhail and Mikhail Play Chess des lettischen Komponisten Kristaps Pētersons verarbeitet die sechste Partie von Tals Weltmeisterschaftskampf 1960 gegen Michail Botwinnik.

## Turnier- und Wettkampfergebnisse

### Individuell
Tal gewann sechsmal die sowjetische Meisterschaft (1957, 1958, 1967, 1972, 1974, 1978), womit er zusammen mit Michail Botwinnik Rekordmeister ist.

### Nationalmannschaft
Seit Ende der 1950er Jahre wurde Tal bis in die erste Hälfte der 1980er Jahre hinein regelmäßig in die sowjetische Nationalmannschaft berufen. Er nahm an acht Schacholympiaden teil (1958, 1960, 1962, 1966, 1972, 1974, 1980 und 1982), die er alle mit der Mannschaft gewann. Außerdem gewann er auch fünf individuelle Gold- (1958 am ersten Reservebrett, 1962 am zweiten Reservebrett, 1966 am dritten Brett, 1972 am vierten Brett und 1974 am ersten Reservebrett) sowie zwei Silbermedaillen (1960 am ersten Brett und 1982 am ersten Reservebrett).
Die Mannschaftseuropameisterschaft gewann er 1957, 1961 in Oberhausen, 1970, 1973, 1977 und 1980 mit der Mannschaft der UdSSR.
Sowohl 1970 als auch 1984 wurde Tal für den Wettkampf UdSSR gegen den Rest der Welt in die Sowjetauswahl berufen. 1970 spielte er am neunten Brett 2:2 gegen Miguel Najdorf, 1984 spielte er am siebten Brett drei Partien. Gegen John Nunn gelangen ihm ein Sieg und ein Remis, gegen Murray Chandler spielte er Remis.

### Vereine
In der sowjetischen Vereinsmeisterschaft spielte Tal bis 1976 für Daugava, 1984 spielte er für die Mannschaft von Trud, mit der er auch den European Club Cup 1984 gewann und 1986 das Finale des European Club Cups erreichte. In der deutschen Schachbundesliga spielte er in der Saison 1989/90 für den SK Zehlendorf und von 1990 bis 1992 für die SG Porz, mit der er auch am European Club Cup 1992 teilnahm.

### Werke
- Tal–Botvinnik 1960. Revised 5. edition. Russell, Milford 2000, ISBN 1-888690-08-9 (Lettische Originalausgabe: Riga 1961).
- World Championship: Petrosian vs. Spassky 1966. Chess Digest Magazine, 1973.
- The Life and Games of Mikhail Tal. Cadogan Chess, London 1997, ISBN 1-85744-202-4.
- mit Alexander Koblenz:
  - Study Chess with Tal. Batsford Chess, 1978, ISBN 0-7134-3606-9.
  - Schachtraining mit Exweltmeister Tal. Rau, Düsseldorf 1978, ISBN 3-7919-0178-8.
- mit Wiktor Chenkin: Tal's Winning Chess Combinations. Simon & Schuster, 1979, ISBN 0-671-24262-8.
- mit Viktor I. Schepisni und Alexander Roschal: Montreal 1979. Pergamon Press, Oxford 1980, ISBN 0-08-024131-X.
- mit E. B. Edmondson: Chess Scandals : The Nineteen Seventy-Eight World Championship Match. Pergamon Press, 1981, ISBN 978-0-08-024145-6.
- mit Ken Neat und Jakov Damskij: Attack with Mikhail Tal. Macmillan Publishers, 1994, ISBN 1-85744-043-9.

### Sekundärliteratur
- József Hajtun: Schachzauberer Tal. Rau, Düsseldorf 1961.
- Sally Landau: Checkmate! The Love Story of Mikhail Tal and Sally Landau. Elk and Ruby Publishing House, Moskau 2019, ISBN 978-5-6041769-6-2.
- Tibor Károlyi: Mikhail Tal's Best Games. 3 Bände. Quality Chess, Glasgow 2014–2017.
- Garri Kasparow: Meine großen Vorkämpfer: Die bedeutendsten Partien der Schachweltmeister (Band 4: Wassili Smyslow, Michail Tal). Edition Olms, Hombrechtikon/Zürich 2005, ISBN 3-283-00473-0.
- Valentin Kirillov: Team Tal: An Inside Story. Ruby Publishing House, Lettland 2016, ISBN 978-5-9500433-0-7.
- Karsten Müller, Raymund Stolze: Zaubern wie Schachweltmeister Michail Tal. Edition Olms, Oetwil am See 2010, ISBN 978-3-283-01007-2.
- Andrew Soltis: Tal, Petrosian, Spassky and Korchnoi. A Chess Multibiography with 207 Games. McFarland, 2018, ISBN 978-1-4766-7146-8.
- Peter Hugh Clarke: Mikhail Tal's best games of chess. Bell, London 1961.
- Bernard Cafferty: Tal's 100 best games, 1961–1973. Batsford, London 1975, ISBN 0-7134-2765-5.
- Hilary Thomas: Complete games of Mikhail Tal. 3 Bände. Batsford, London 1979–1980.